# Hírek a Mezőgazdasági Múzeumból
A Hírek a Mezőgazdasági Múzeumból  magyar muzeológiai folyóirat 1970-es indulással, 1980–1983 között rendszertelen, 1983–1987 között rendszeres megjelenéssel.

## Története
A folyóiratot a Magyar Mezőgazdasági Múzeum 1960-as évektől megélénkülő könyvkiadási tevékenységének keretében indították 1970-ben. Mindössze egy (1970. első félév) szám megjelenése után félbeszakadt. Tíz évvel később, 1980-ban újraindították, hogy bemutassa a múzeumot és a benne folyó tudományos munkát, azonban az 1970-essel szemben nem féléves, hanem rendszertelen (több havonkénti) jelleggel. 1983-tól állt át a rendszeres, negyedéves megjelenési formára.
1980-as újraindításakor a múzeum igazgatója, Szabó Loránd így fogalmazta meg a kiadvány célját:
„Örömmel és bizakodással indítjuk útjára múzeumunk Híradóját. Ez a Híradó összekötő kapocs kíván lenni a múzeumi kutatók, a növénytermesztés, az állattenyésztés, az erdészet és az agrártermelés más ágazatának történeti feltárásával foglalkozó múzeumi munkatársak és e munka iránt érdeklődő termelésben, oktatásban, kutatásban vagy más ágazati téren dolgozók között. […] E Híradó szolgálni kívánja országosan is mezőgazdasági múltunk feltárásának és folyamatos megismertetésének műhelymunkáját. Rendszeresen ismertetni kívánjuk múzeumunk belső muzeológiai munkásságát, a múzeum baráti köreinek alkotó tevékenységét, ezen keresztül is igyekezve elmélyíteni agrártörténeti ismereteinket. Ehhez kérjük a múzeológiát szerető és értő barátaink további odaadó alkotó tevékenységét, segítségét.”
A kiadvány hét éven keresztül jelent meg. 1987-ben szűnt meg.
Az egyes részeket a Mezőgazdasági Múzeum Könyvtára honlapjáról lehet digitalizált formában elérni.

## Részei
| Kiadási év        | Kiadási hónap          | Digitalizált változat |
| ----------------- | ---------------------- | --------------------- |
| 1970 (I. évf.)    | I. félév               |                       |
|                   |                        |                       |
| 1980 (I. évf.)    | január–március         |                       |
|                   | április–augusztus      |                       |
|                   | szeptember–december    |                       |
|                   |                        |                       |
| 1981 (II. évf.)   | január–március         |                       |
|                   | július–október         |                       |
|                   | november–1982. február |                       |
|                   |                        |                       |
| 1982 (III. évf.)  | 1.                     |                       |
|                   | 2.                     |                       |
|                   |                        |                       |
| 1983 (IV. évf.)   | 1.                     |                       |
|                   | 2-3.                   |                       |
|                   | 4.                     |                       |
|                   |                        |                       |
| 1984 (V. évf.)    | 1.                     |                       |
|                   | 2.                     |                       |
|                   | 3.                     |                       |
|                   | 4.                     |                       |
| 1985 (VI. évf.)   | 1.                     |                       |
|                   |                        |                       |
|                   | 2-3.                   |                       |
|                   | 4.                     |                       |
|                   |                        |                       |
| 1986 (VII. évf.)  | 1.                     |                       |
|                   | 2.                     |                       |
|                   | 3-4.                   |                       |
|                   |                        |                       |
| 1987 (VIII. évf.) | 1.                     |                       |